# Go Chuck Yourself/Happy Live Surprise
Go Chuck Yourself (Европа и Северная Америка), или Happy Live Surprise (Япония), — концертный альбом группы Sum 41, записанный в Лондоне, Онтарио в апреле 2005. Сначала была выпущена японская версия, 21 декабря 2005 года. Это версия вышла с DVD, на нём было 5 песен с концерта и Basketball Butcher. Американская и европейская версии были выпущены 7 марта 2006 года без DVD. Это было первым выпуском группы на Aquarius Records, после этого в Канаде, другие выпуски были под лейблом EMI.

## Живой концерт
Концерт был записан в Апреле 2005 года в Лондоне, Онтарио.
Концерт никогда полностью не выпускали на DVD, как было изначально запланировано, разные части концерта появлялись в разных местах по отдельности. Пять песен из концерта были выпущены в DVD качестве в бонусах на DVD, который шёл с японским изданием альбома, самая большая часть концерта была доступна на Sympatico MSN, и две песни с концерта были на бонусном DVD с альбомом Underclass Hero.
Существует мнение что звук на диске и концерте был перезаписан, те кто был на том концерте с которого осуществлялась запись говорили что Дерик был простужен и голос его звучал хриповато, хотя на записи такого эффекта не создаётся.

## Список композиций
1. «The Hell Song» — 3:20
2. «My Direction» — 2:21
3. «Over My Head (Better Off Dead)» — 3:11
4. «A.N.I.C.» — 0:43
5. «Never Wake Up» — 1:08
6. «We're All to Blame» — 3:44
7. «There’s No Solution» — 4:48
8. «No Brains» — 4:32
9. «Some Say» — 3:30
10. «Welcome to Hell» — 4:26
11. «Grab the Devil» — 1:14
12. «Makes No Difference» — 5:46
13. «Pieces» — 3:04
14. «Motivation» — 3:47
15. «Still Waiting» — 2:43
16. «88» — 5:35
17. «No Reason» — 3:48
18. «I Have a Question» — 0:32
19. «Moron» — 2:28
20. «Fat Lip» — 3:05
21. «Pain for Pleasure» — 3:06

## Участники записи
- Дерик Уибли — вокал, гитара
- Дэйв Бэкш — гитара, бэк-вокал
- Джейсон МакКэслин — бас
- Стив Джоз — барабаны